# Elena Casacuberta Suñer
Elena Casacuberta Suñer (Barcelona, 1972) és una bioquímica i divulgadora científica catalana.
Casacuberta va fer la tesi doctoral al Centre d’Investigació en Desenvolupament (CID), d’on van sortir alguns dels grups fundadors de l'Institut de Biologia Evolutiva (IBE) de Barcelona. Des de 2008 treballa a l'IBE, on ha liderat o participat en diversos grups de recerca, estudiant els elements mòbils a Drosophila, la metamorfosi dels insectes, els microorganismes marins i l’origen de la multicel·lularitat en els animals. Com a cap de laboratori ha investigat com els elements transposables (TE) interactuen amb el genoma eucariòtic i com aquestes interaccions contribueixen a l'evolució.
Casacuberta promou la consciència de gènere en els camps STEM i iniciatives d’assessorament entre iguals i de programes de mentories per a joves, així com recursos científics d'accés obert.